# Johann Gottfried von Lorenz
Johann Gottfried Lorenz, ab 1790 Freiherr von Lorenz (* 1737 in Mittweida; † 21. September 1792 in Mittweida) war ein deutscher Kauf- und Handelsmann, Fabrikbesitzer sowie kursächsischer Kammerrat und Rittergutsbesitzer. Er war Erb-, Lehn- und Gerichtsherr auf Kleinmilkau, Podelwitz, Burkartshain, Mühlbach, Mockritz, Döschitz, Jeßnitz, Zöschau und Plotha bei Belgern.

## Leben
Er stammte aus der Kaufmannsfamilie Lorenz aus der sächsischen Stadt Mittweida, wo sein gleichnamiger Vater Johann Gottfried Lorenz († 22. August 1782 in Mittweida) Bürgermeister war. Jener erhielt am 13. Dezember 1773 die Schriftsässigkeit für sein Rittergut  Klein-Milkau und war in zweiter Ehe mit Johanna Elisabeth Ruppold verheiratet.
Johann Gottfried von Lorenz war in Mittweida als Kauf- und Handelsmann hauptsächlich für Kattun und Barchent zu erheblichem Wohlstand gelangt und galt am Ende seines Lebens als reichster Privatmann in Sachsen. Auch war er Fabrikbesitzer in Mittweida.
Er heiratete Christiana Sophia Scheibe (1742–1817) aus Waldheim, mit der er die Söhne Gottfried August von Lorenz, Friedrich von Lorenz und Johann Christian von Lorenz hatte, sowie die Töchter Johanne Wilhelmine von Lorenz († 1850), nachmals Erbin von Rittergut Podelwitz, und Johanne Auguste von Lorenz, verheiratete von Gablenz.
1787 war er kursächsischer Titular-Kammerrat, wurde aber schon 1785 Kammerrat genannt. Als kursächsischer Kammerrat wurde er am 7. August 1790, in der Zeit, als Kurfürst Friedrich August III. von Sachsen das Reichsvikariat innehatte, in den Freiherrenstand erhoben.
Das heutige Rathaus Haus II in Mittweida wurde um 1775 von Lorenz als Bürgerhaus im Stil des Rokokos errichtet.

## Galerie

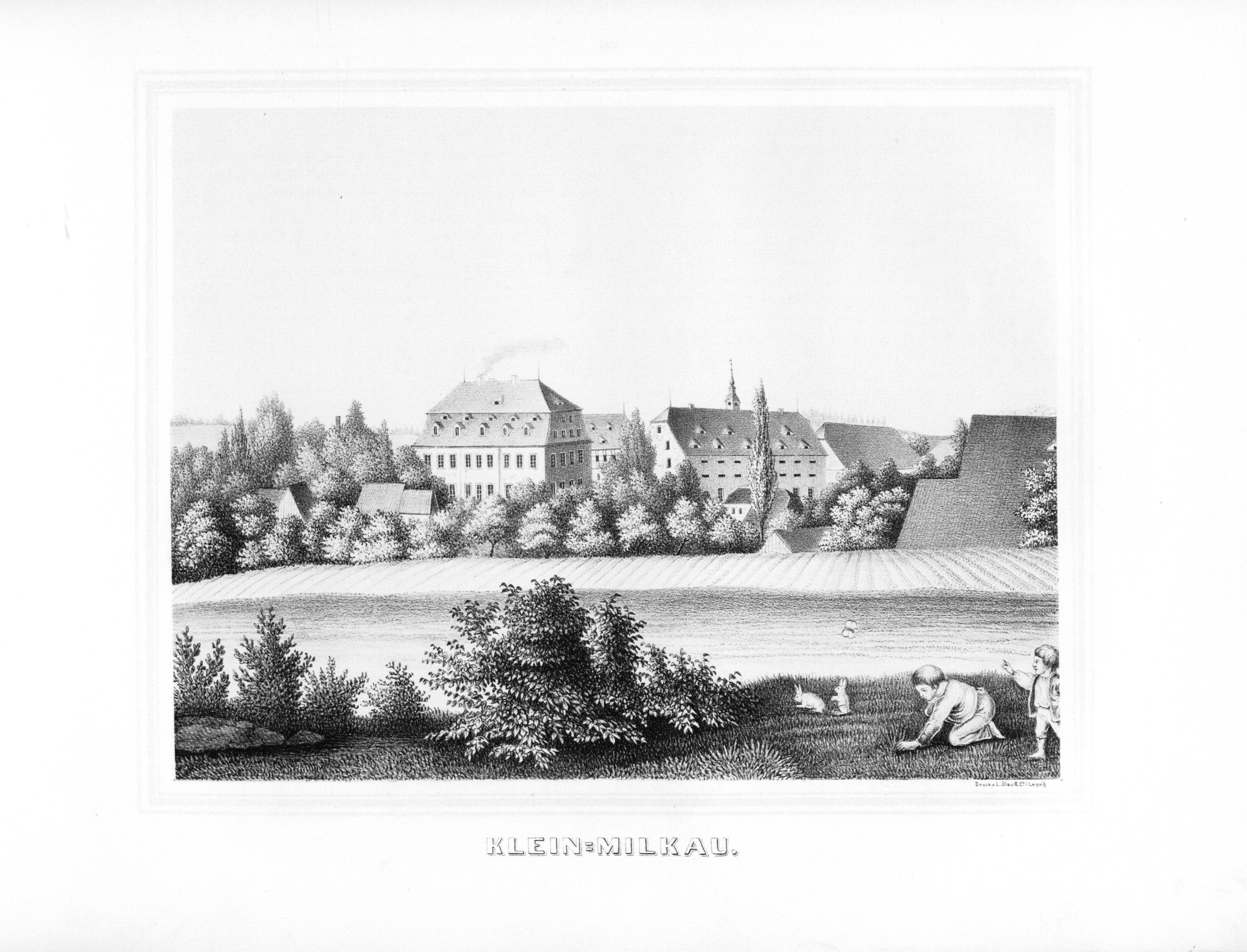
Rittergut Klein-Milkau
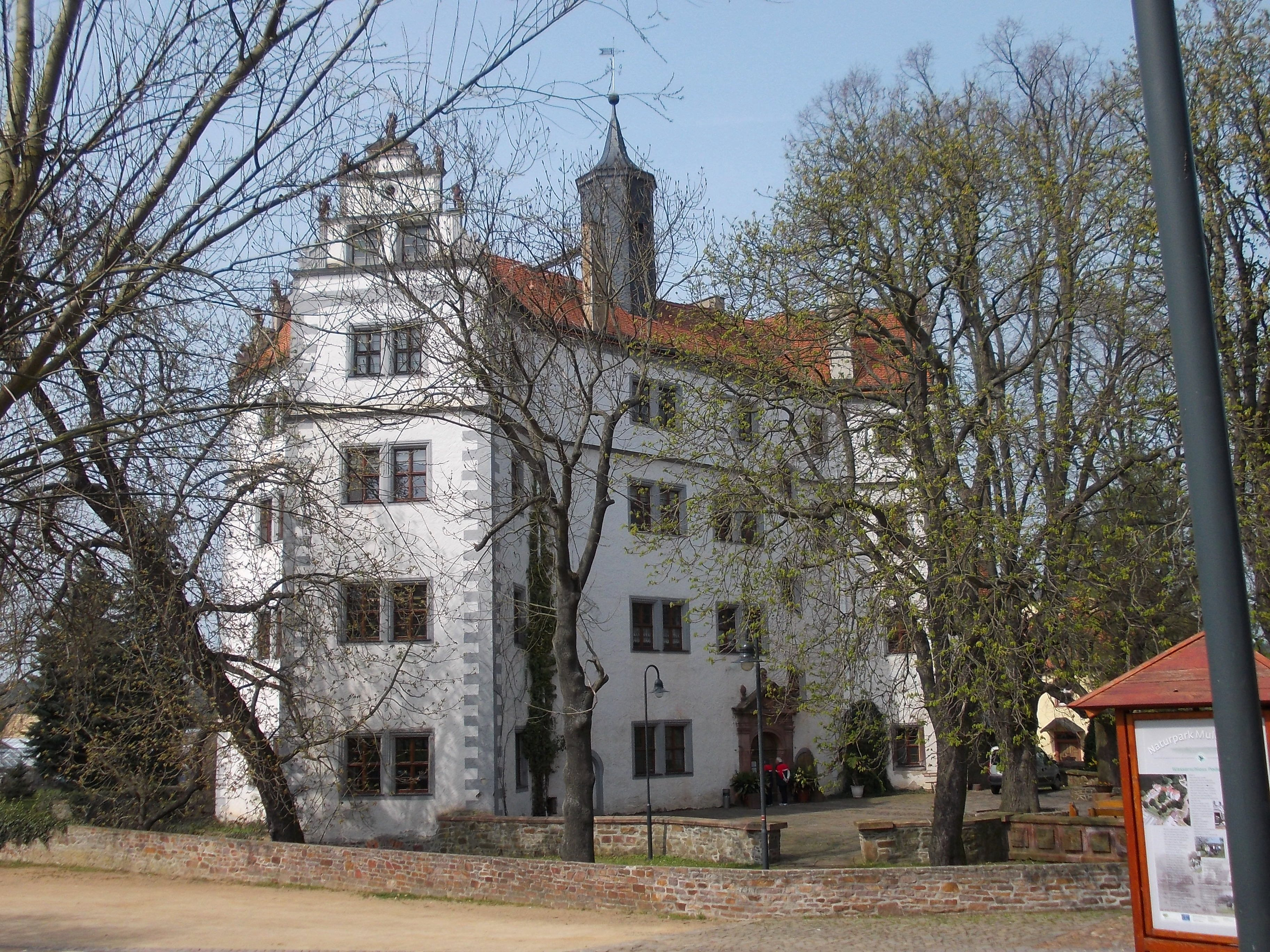
Schloss Podelwitz
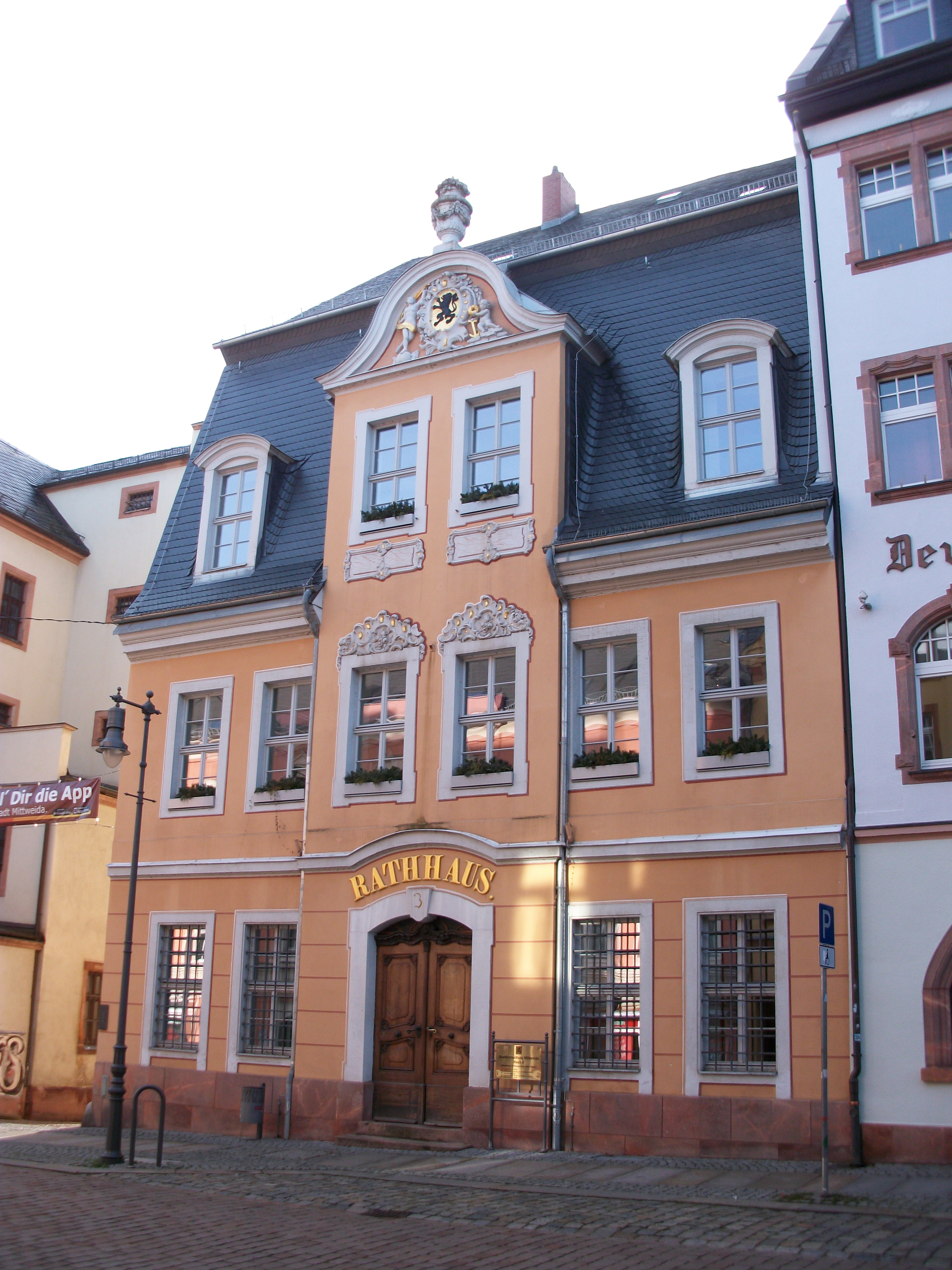
Heutiges Rathaus Haus II Mittweida
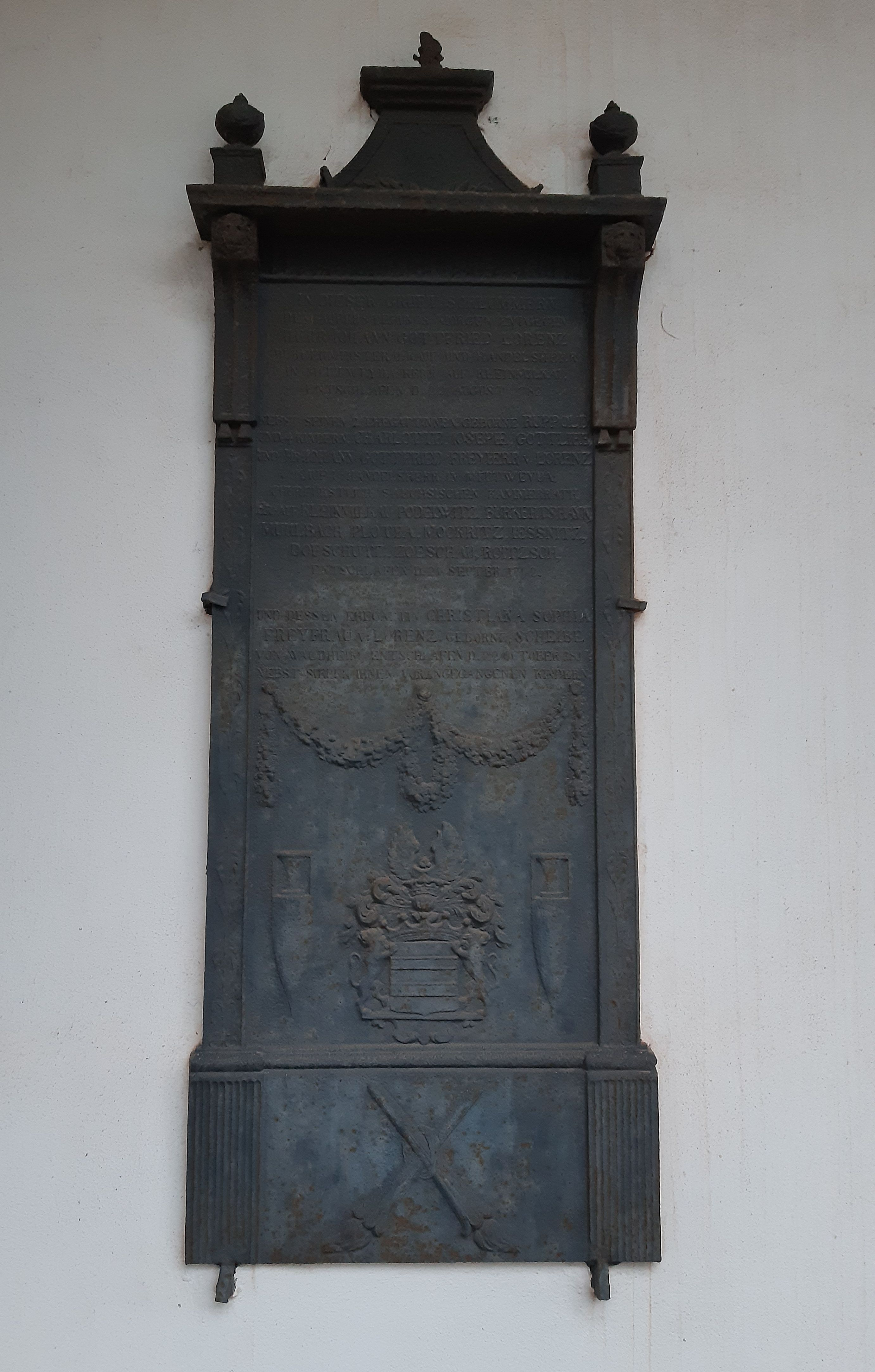
Grabplatte der Familie Lorenz an der Kirche „Unser lieben Frauen“ in Mittweida